# Plecopterodes calida
Plecopterodes calida är en fjärilsart som beskrevs av George Francis Hampson 1902. Plecopterodes calida ingår i släktet Plecopterodes och familjen nattflyn. Inga underarter finns listade i Catalogue of Life.